# Site mégalithique de Lousal
Le site mégalithique de Lousal comprend deux dolmens situé dans la freguesia de Azinheira dos Barros e São Mamede do Sádão (pt), sur le territoire de la municipalité de Grândola (district de Setúbal, Portugal). 
Le mot anta est l'équivalent portugais d'« ante » (pilier terminal d'un temple grec ou romain), mais il est aussi employé pour désigner les pierres d'un dolmen ou le dolmen lui-même. Environ 5 000 structures mégalithiques de ce type ont été construites au Néolithique dans l'ouest de la péninsule Ibérique par les successeurs de la culture de la céramique cardiale ou Cardial.
Lousal 1 est classé Bien d'intérêt public (Catégorie IIP) monument national depuis 1990 .

## Description
Ce monument mégalithique, datant d'environ 2000 av. J.-C., se composent de deux dolmens (.Lousal 1 et 2).
Le complexe mégalithique est situé dans la zone de l'ancienne mine de pyrite de Lousal.
Lousal 1 a été découvert par A. Rodrigues Cavaco et a été fouillé sous la coordination d'Otávio da Veiga Ferreira dans les années 1950.

### Lousal 1
Il possède une chambre circulaire d'environ 2 m, composée de hui orthostates en porphyre d'une hauteur maximale de 1,80 m. Son entrée est adaptée au diamètre de la chambre et le couloir d'accès mesure environ 2,00 m de long. À côté de la chambre ronde se trouve une structure ovale composée de neuf pierres de soutien d'environ 80 cm de hauteur, séparées les unes des autres par un petit couloir étroit formé de trois pierres. Des traces du tumulus d'origine sont encore visibles.
À l'intérieur du dolmen, on a trouvé un protège-poignets d'archer en schiste, une pointe de flèche en cuivre de type Palmela, un anneau en cuivre, un vase sphérique, un gobelet, un fragment d'ardoise, une meule et des fragments d'ocre. Les artefacts peuvent être vus au Museu do Instituto Geológico e Mineiro (Musée de l'Institut géologique des mines) à Lisbonne.

### Lousal 2
Lousal 2 est un anta de petite dimension en forme de ciste (coffre en pierre servant de sépulture). Il appartient à un groupe de monuments que l'on trouve fréquemment dans la région et qui n'est pas protégé.
La boîte en pierre rectangulaire est composée de six pierres. Une pierre terminale est clairement visible. Le côté ouest est manquant. L'ouverture est orientée vers l'ouest. Les dimensions sont d'environ 2,30 × 1,15 m.